# Мері Чен
Мері Чен або Чень Ман-лі (кит. 陳曼麗; нар. 5 лютого 1955 р.) — тайванська екологиня і політична діячка. Довголітня лідерка Спілки та Фонду домогосподарок і Національного союзу жіночих асоціацій Тайваню, активна членкиня Партії зелених Тайваню до приєднання до Демократичної прогресивної партії в 2015 році. Представляла ДНП на парламентських виборах 2016 року і отримала місце за пропорційним представництвом за партійними списками.

## Кар'єра
Чен здобула ступінь магістерки ділового адміністрування в Університеті Сан-Дієго в США.
Партія зелених Тайваню підтримала кампанію Чен 2006 року за місце в міській раді Тайбею. Згодом вона стала організаторкою партії. Під час виборів 2008 року Чен отримала підтримку від Партії зелених Тайваню в парламенті в 9-му окрузі Тайбею. У 2015 році Чен була включена до списку Демократичної прогресивної партії, а потім обрана до Законодавчого юаня. У 2016 році в окрузі Пенху розглядався другий референдум щодо казино, проти якого також виступила Чен. Як і перше голосування, другий референдум не пройшов. Вона підтримала запропоновану в травні поправку до Закону про гендерну рівність у сфері зайнятості, яка має на меті продовжити декретну відпустку для партнерів неодружених жінок. Чен також підтримала заклики створити урядове міністерство, яке керуватиме зусиллями зі збереження морської природи.
Чен входила до чотирьох комітетів, включаючи комітет соціального забезпечення та гігієни довкілля, процедурний комітет, комісію з експертизи витрат і комітет закордонних справ і національної оборони.

## Політичні позиції та активність
У відкритому листі 2001 року, написаному разом із дев'ятьма іншими активістами та активістками, Чень відкинула принцип «Єдиного Китаю» і виступила за незалежність Тайваню. На початку 2000-х очолювала спілку та фонд домогосподарок. З цієї позиції Чен виступала за централізований збір органічних кухонних відходів. Вона також засудила китайську торгівлю хутром. Вона закликала уряд та громадськість об'єднати зусилля для зниження викидів вуглекислого газу. До 2009 року Чен пішла з посади голови Союзу і фонду домогосподарок, але пізніше відновила цю посаду і залишилася в її раді директорів. Вона описала ядерну енергетику як «те, що може спричинити величезні руйнування, коли щось піде не так», незважаючи на збільшення громадської підтримки цієї технології через зміну клімату. Чен виступала за припинення будівництва Лунгменської атомної електростанції, і врешті у 2014 році ці плани були призупинені.
Чен вважає, що використання рактопаміну та інших добавок є сумнівним і не повністю схвалене науковими дослідженнями, і що не слід приймати імпорт яловичини США до Тайваню, який містить рактопамін. Вона бере активну участь у підвищенні обізнаності щодо інших проблем безпеки харчових продуктів, серед яких нітрати та радіаційне забруднення. Чен застерігає від споживання цигарок з міркувань охорони здоров'я та довкілля. Вона виступила проти перекласифікації металобрухту як безпечного матеріалу, запропонованого в 2013 році, посилаючись на загрозу здоров'ю, подібну до харчового скандалу, який привернув широку увагу того року.
Чен також очолювала Національний союз жіночих асоціацій Тайваню. У цій якості Чень виступала проти привласнення державних земель для санкціонованого урядом приватного та ділового користування. У 2009 році вона очолила акцію протесту проти законодавця Цай Чін Лунга, який звинуватив громадську наглядову організацію Citizen Congress Watch у наклепі щодо його несприятливого рейтингу. Чен також брала участь у кампанії з заборони будівництва казино на Пенху пізніше того ж року. У вересні був проведений референдум для розгляду питання про його створення, але він провалився.
Як законодавиця Чен часто критикувала Taipower, державну електричну компанію Тайваню. На додаток до Taipower, Formosa Petrochemical і Formosa Plastics Group також привернули її увагу на низькі зусилля щодо захисту довкілля. Чен домагалася від уряду переглянути стандарти та чітко розмежувати види промислових відходів. Що стосується прав тварин, Чен підтримує заборону на використання сталевих пасток і підтримує спроби уряду скоротити евтаназію тварин.